# 炊事車
炊事車（すいじしゃ）は、航空自衛隊が装備する自走式の炊事自動車（フィールドキッチン）。
本車は陸上自衛隊の野外炊具1号と同様の炊事器・万能調理器を搭載する。なお野外炊具1号が牽引式車両であるのに対し、こちらは73式大型トラックの荷台に調理室を搭載しているため自走車両である。なお、1930年代にはかつての日本陸軍が本車と同じ運用思想である、九七式炊事自動車を開発・制式採用し、実戦投入している。

## 概要
焼き物を除いたあらゆる調理が可能で、米飯・汁物・副食を同時に200人分まで調理できる（炊飯だけなら同時に600人分調理可能）
車両の側板と後扉はテーブルとして使用でき、椅子は車体下部に20人分が収納されている。そのため、調理と食事を同時に行うことができる。性能上は、走行しながらの調理を行うこともできるとされている。炊事器・万能調理器のほか、シンクや貯蔵庫などを装備する。
1987年（昭和62年）納入開始（開発：伸誠商事・マッキンリー）